# Harrod

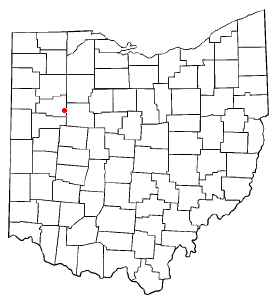
Harrod na planie stanu Ohio

Harrod – wieś w USA, w hrabstwie Allen, w stanie Ohio.
W roku 2010, 29,7% mieszkańców było w wieku poniżej 18 lat, 9,2% było w wieku od 18 do 24 lat, 28,5% było od 25 do 44, 23% było od 45 do 64 lat, a 9,6% było w wieku 65 lat lub starszych. We wsi było 49,4% mężczyzn i 50,6% kobiet.
Liczba mieszkańców w 2010 roku wynosiła 417, a w roku 2012 wynosiła 411.